# 1957 en Grèce
Chronologie de la Grèce
- 1953
- 1954
- 1955
- 1956
- 1957
- 1958
- 1959
- 1960
- 1961

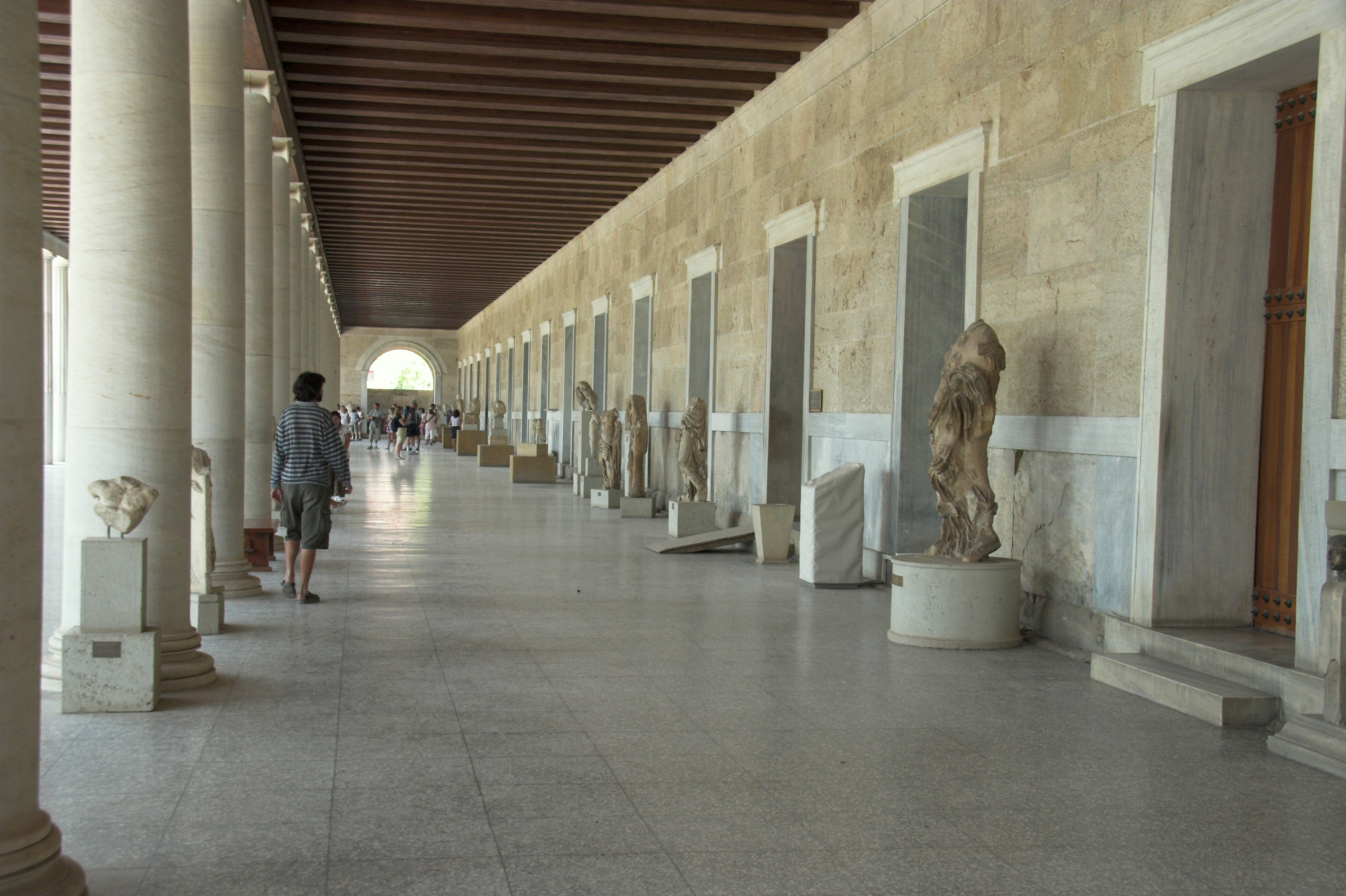
Musée de l'Agora antique d'Athènes, dans la stoa d'Attale, à Athènes créé en 1957.

Cette page concerne les évènements survenus en 1957 en Grèce  :

## Évènements
- 9 juillet : Accord bilatéral d'échange de main-d'oeuvre entre la Belgique et la Grèce.
- Foire internationale de Thessalonique (en) (présentation du café frappé, boisson devenue populaire en Grèce).

## Sortie de film
- Fanouris et les siens
- La Tante de Chicago
- Le Petit Fiacre

## Sport
- Coupe de Grèce de football (1956-1957) (en)
- Coupe de Grèce de football (1957-1958) (en)
- Championnats Panhelléniques (1956-1957) (en)
- Championnats Panhelléniques (1957-1958) (en)

## Création
- 6 avril : Olympic Airlines, compagnie aérienne.
- Commandement de la démolition sous-marine (en)
- Groupes mixtes de machines de reconstruction (en)
- Hellenic Shipyards Co., chantier naval.
- Musée de l'Agora antique d'Athènes
- Parti social laïque (en), parti politique.
- Stations Maroússi, Kifissiá et Iráklio de la ligne 1 du métro d'Athènes
- Union des Populaires (en), parti politique.
- Université de Macédoine

clubs sportifs
- Giouchtas F.C. (en), club de football.
- PAS Korinthos, club de football.
- Lilas F.C. (en), club de football.
- Meliteas Meliti F.C. (en), club de football.
- Thyella Rafina F.C. (en), club de football.

## Dissolution
- Gare de Kalogreza (en)
- Union démocratique libérale (el)
- TAE Greek National Airlines (en), compagnie aérienne.

## Naissance
- Ignátius Alexíou (el), critique, poète et romancier.
- Kanéllos Kanellópoulos, cycliste.
- Akílas Karazísis (el), acteur.
- Anéza Papadopoúlou, actrice.
- Níkos Tranós, peintre.
- Pantelís Tsertikídis (el), architecte et personnalité politique.

## Décès
- 27 février : Giánnis Kefallinós, graveur, concepteur de livres et professeur d'université.
- 13 mars : Hélène Vladimirovna de Russie, grande-duchesse de Russie puis, par son mariage, princesse de Grèce et de Danemark.
- 26 juillet : Ioánnis Kalogerás, militaire et député.
- 26 octobre : Níkos Kazantzákis, écrivain.
- 26 novembre : Petros Voulgaris, amiral et personnalité politique.